# سونيك رش
سونيك رش (بالإنجليزية: Sonic Rush)‏، هي لعبة فيديو يابانية، صدرت في الأسواق سنة 2005، وتعمل لمنصة نينتندو دي إس الحصرية، ولعبة سونيك رش من تطوير سونيك تيم، ومن دار نشر سيغا.